# Moho Tani
Moho Tani è un'isola appartenente all'arcipelago delle Isole Marchesi nella Polinesia francese. È un'isola disabitata posta a sud-est di Hiva Oa e ad est di Tahuata, nel sud delle Isole Marchesi. Ha una superficie di 15 km².